# Rogaland Grand Prix
Rogaland Grand Prix – jednoetapowy wyścig kolarski rozgrywany w Norwegii w latach 2008–2012.
Początkowo posiadał kategorię 1.2, a w 2012 roku 1.1 i należał do UCI Europe Tour.

## Zwycięzcy
| Rok  | Pierwsze         | Drugie             | Trzecie         |
| ---- | ---------------- | ------------------ | --------------- |
| 2008 | Michael Tronborg | Alexander Kristoff | Alex Rasmussen  |
| 2009 | Håvard Nybø      | Rikke Dijkxhoorn   | Svein Erik Vold |
| 2010 | Witalij Popkow   | Nikola Aistrup     | Michael Hepburn |
| 2011 | Frederik Wilmann | Magnus Børresen    | Daniel Foder    |
| 2012 | Antonio Piedra   | Simon Clarke       | Sep Vanmarcke   |